# كاثرين بلخوجة
كاثرين بلخوجة (بالفرنسية: Catherine Belkhodja)‏ هي كاتبة سيناريو وممثلة فرنسية، ولدت في 15 أبريل 1955 بباريس في فرنسا.

## وصلات خارجية
- كاثرين بلخوجة على موقع IMDb (الإنجليزية)
- كاثرين بلخوجة على موقع ألو سيني (الفرنسية)
- كاثرين بلخوجة على موقع أول موفي (الإنجليزية)
- كاثرين بلخوجة على موقع قاعدة بيانات الفيلم (الإنجليزية)
- كاثرين بلخوجة على موقع كينوبويسك (الروسية)